# Famille Coulomb
 (2 mars 2018).
Améliorez-le ou discutez des points à vérifier. 
Pour les articles homonymes, voir Coulomb (homonymie).

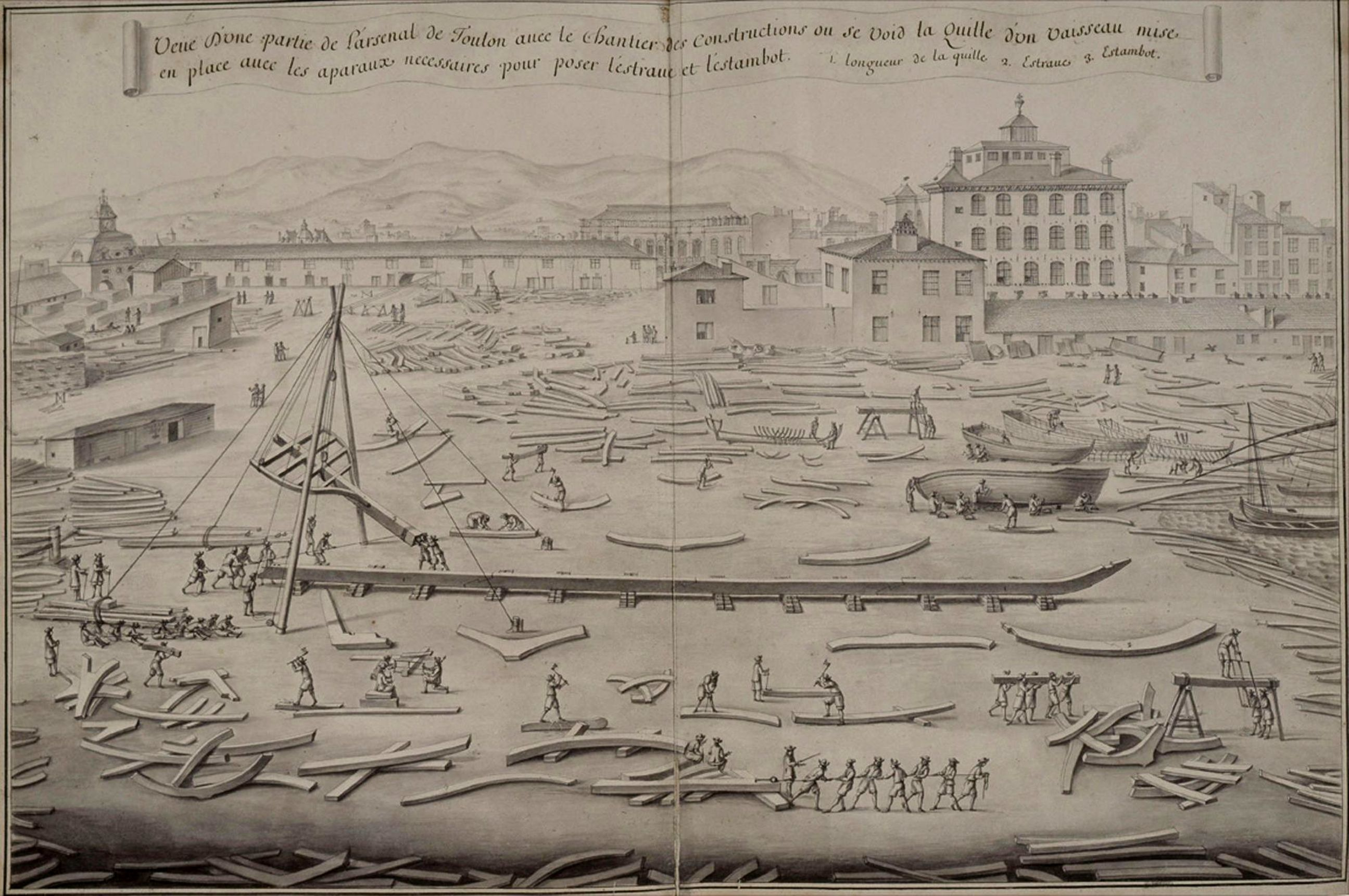
Montage d'un vaisseau à Toulon vers 1670. La famille Coulomb travaille essentiellement pour cet arsenal pendant plus d'un siècle (Illustration extraite de l’Album de Colbert).

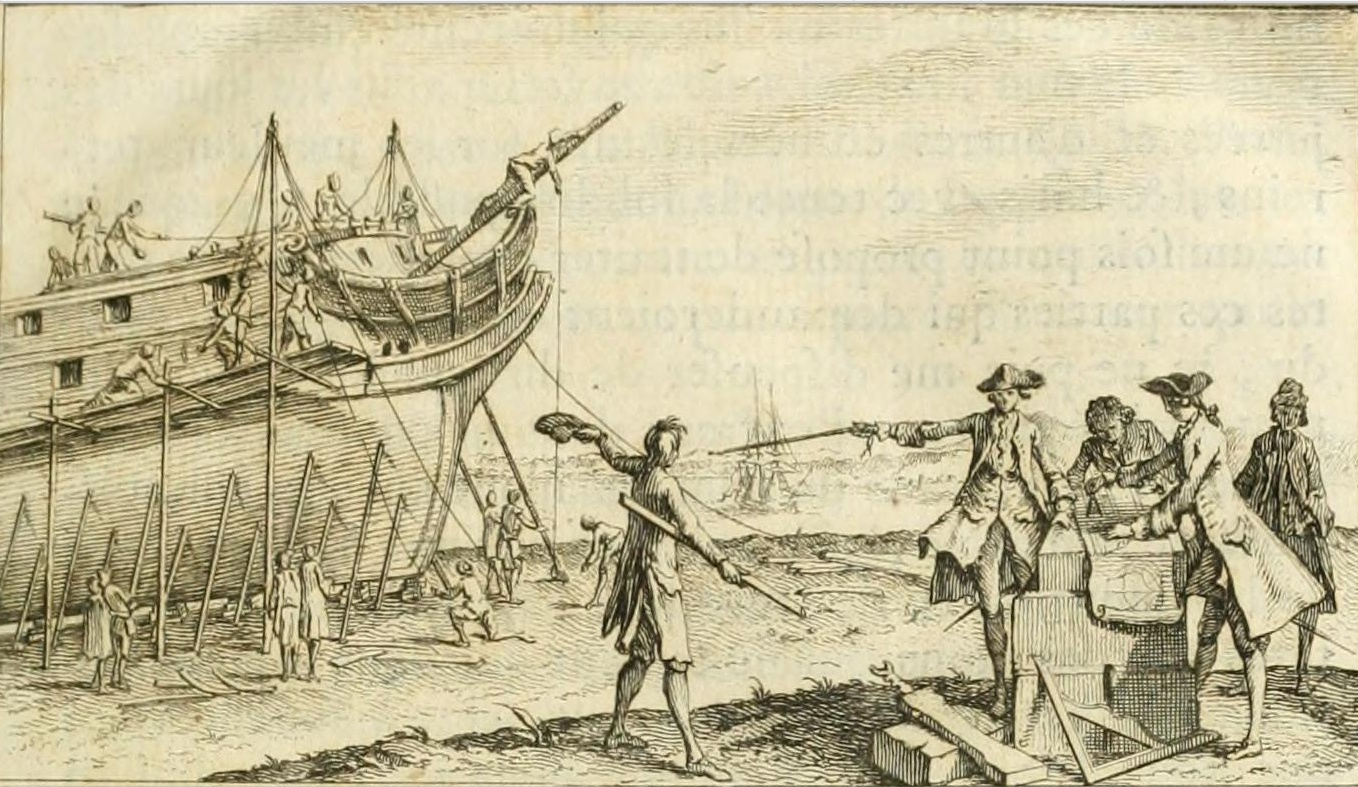
Des ingénieurs navals au travail devant un vaisseau, comme les Coulomb au milieu du XVIIIe siècle.

Les Coulomb forment une famille de constructeurs navals toulonnais, qui ont joué un rôle important dans la construction navale française durant plus d’un siècle entre 1670 et la Révolution.

## Le père: Laurent
Cette dynastie de constructeurs débute par Laurent Coulomb, né en 1622, et décédé à Toulon le 5 août 1696. C’est un maître-charpentier de marine, connu sous le nom de « Coulomb père » dans les archives de la Marine, et constructeur dès 1659. Il travaille à La Ciotat et à Toulon, mais est également nommé entre 1670 et 1689 à Port-Louis, et de 1689 à 1696 à Lorient. Il va construire au cours de sa carrière 29 bâtiments pour le Roi de France.
De ses neuf enfants, trois vont suivre la carrière de leur père : Antoine (? - 1702), François (1654-1717) et Blaise (1665-1741).
Antoine Coulomb est décédé en 1702, étant dans la construction navale.

## François et ses fils
François Coulomb est né le 24 janvier 1654 à La Ciotat, et est décédé le 20 mars 1717 à Toulon. Il est connu dans les archives sous le nom de « Coulomb fils » lorsqu’il collabore avec son père, puis devient « François père » lorsque son propre fils François collabore avec lui. En 1680, il s’occupe de l’école de construction de Toulon et écrit un manuel de construction. Il prend la place de son père, à Toulon, lorsque celui-ci est nommé à Lorient en 1690. Au cours de sa carrière il a construit 34 bâtiments pour le Roi de France, et 2 vaisseaux pour l’ordre de Saint-Jean de Jérusalem.
Des 11 enfants de François Coulomb, son fils François (1691-1751) poursuit sa carrière, et Honoré (1700 - 1730), sous-constructeur en 1716, décède trop jeune pour faire une grande carrière. François Coulomb, fils du précédent est né en 1691 à La Ciotat, et est décédé en juillet 1751 à Toulon. Il est connu comme « François fils » dans les archives de la Marine. Au cours de sa carrière il va construire 18 bâtiments pour le Roi de France.
De ses 4 enfants, Claude Louis Coulomb (1725-1748), et François Coulomb (1729-1751) font une carrière.
Claude Louis Coulomb est né en 1725 à Toulon, et est décédé en 1748 à Toulon à 23 ans. Il est sous-constructeur en 1745,  et part 2 ans à Brest, et est de retour à Toulon en 1747, où il construit l’Achille.
François Coulomb, est né en 1729 à Toulon, et décédé le 3 août 1751 à Toulon. Il est élève constructeur en 1748, mais décède à 22 ans, peu de temps après son père, comme lui, d’une maladie de poitrine. Il est connu dans les archives sous le nom de « François petit-fils ».
Honoré Coulomb, fils de « François père », et cousins des 2 précédents, est né en 1700 à Toulon, et décédé en 1730 à Toulon. Il est sous-constructeur au moment de sa mort.
Cette branche s’éteint pour la construction, mais une seconde branche s’est développée à partir de Blaise, le neuvième enfant de Laurent, fondateur de la dynastie.

## Blaise et ses fils

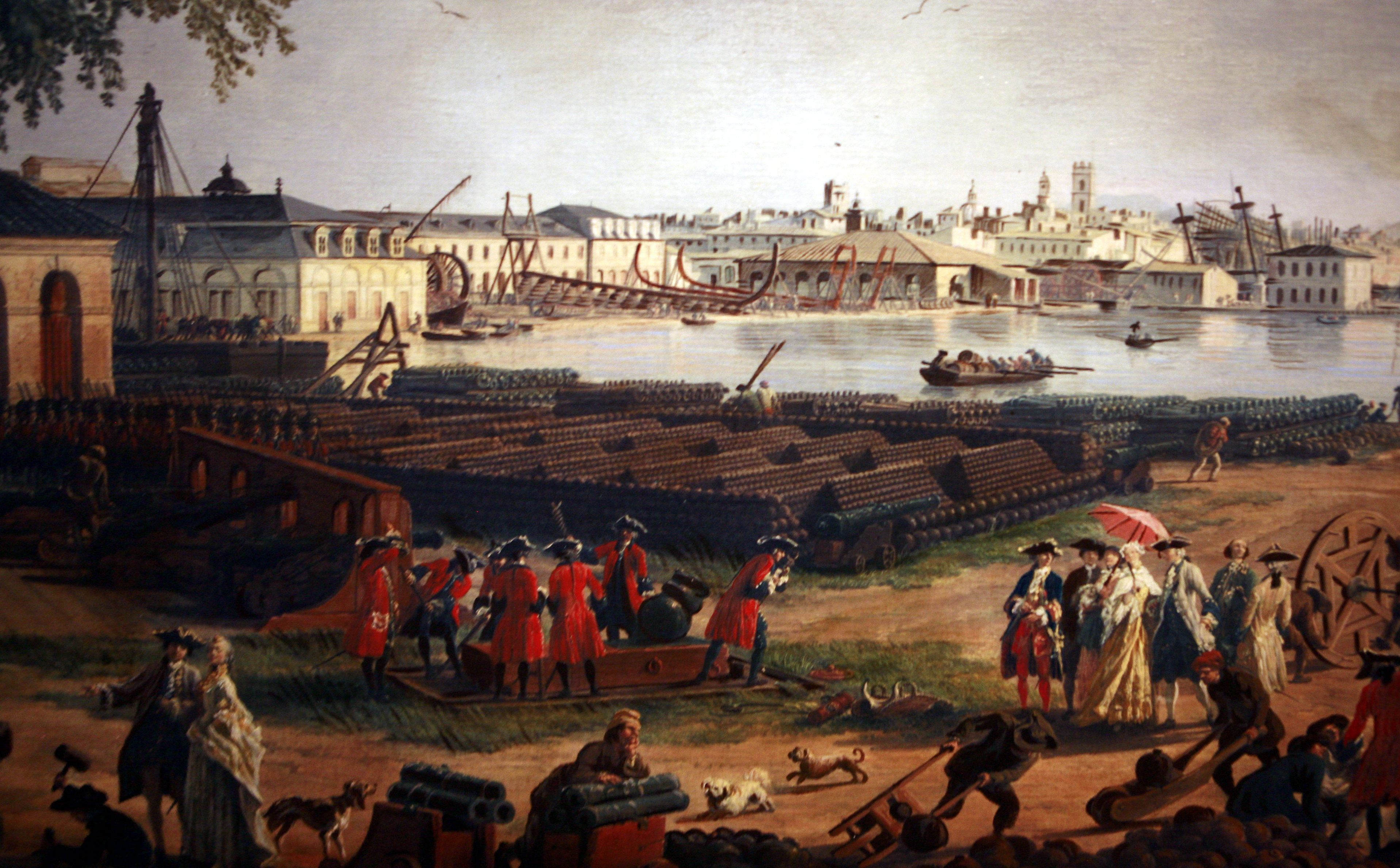
L’arsenal de Toulon et ses cales de construction au milieu du XVIIIe siècle.

Blaise Coulomb est né le 16 février 1665 à La Ciotat, et décédé le 4 novembre 1741 à Toulon. Il a construit sept vaisseaux pour le Roi de France à Toulon, et quatre vaisseaux pour l’ordre de Saint-Jean de Jérusalem. Des 11 enfants de Blaise, Pierre Blaise (1699-1753), Joseph (1704-1728), et Jacques-Luc (1713-1791) font carrière, ainsi que le fils de sa fille Marie-Madeleine, Jean François Étienne, né le 27 février 1724 à Toulon et décédé en 1801, élève constructeur en 1749, sous-constructeur en 1754, il s’occupe principalement des radoubs.
Pierre Blaise Coulomb, est né en 1699 à Toulon, et est décédé en 1753 à Toulon. Il est sous-constructeur en 1722, et constructeur de 1744. Au cours de sa carrière il a construit 7 bâtiments pour le Roi de France, et plus de trois vaisseaux pour l’ordre de Saint-Jean de Jérusalem.
Joseph Coulomb est né vers 1704 à Toulon, et est décédé en 1728 à Toulon. Sa carrière est courte puisque décédé à 24 ans. Il a un fils qui va reprendre le flambeau, Joseph Marie Blaise Coulomb (1728-1803).
Jacques Luc Coulomb est né le 18 octobre 1713 à Toulon, et est décédé le 22 décembre 1791 à Toulon. On le retrouve dans les archives sous les prénom de « Luc » et « Jacques-Luc ». Il est élève constructeur en 1728, sous-constructeur en 1731, constructeur en 1744, premier maître constructeur de 1746 à 1765, chargé en chef du détail. Le 1er janvier 1762, Louis XV lui accorde la permission de se retirer du service avec une pension de 2 500 livres. Il devient ingénieur-constructeur en chef à 4 800 livres le 1er avril 1765, et prend sa retraite en 1768. Il passe une partie de sa carrière à Brest. Au cours de sa carrière, il a construit 24 bâtiments pour le Roi de France, supervisé 13 navires construits sous différents constructeurs et dessiné 15 plans exécutés en divers endroits, plus quelques vaisseaux pour l’ordre de Saint-Jean de Jérusalem.
Le dernier de la dynastie est Joseph Marie Blaise Coulomb, né le 5 juillet 1728 à Toulon, et décédé le 13 messidor an 11 (2 juillet 1803), à La Seyne. Il fait ses études à Toulon, puis à l’école de construction fondée et dirigée par Duhamel du Monceau. Il va mener une longue carrière à Toulon, Brest, etc., et devient ingénieur constructeur en chef. Il termine sa longue carrière, de 47 ans et 9 mois, en ayant construit plus de 19 bâtiments pour le Roi, et pour les services rendus, par lui-même et sa famille, il est anobli le 6 février 1779.
En raison de la Révolution, sa charge de constructeur n’est pas reprise par ses enfants.